# Kondželj
Kondželj (en serbe cyrillique : Конџељ) est un village de Serbie situé dans la municipalité de Prokuplje, district de Toplica. Au recensement de 2011, il comptait 143 habitants.

## Géographie
Kondželj est situé au pied des monts Jastrebac, dans la vallée de la Toplica. Le village se trouve à l'ouest de Prokuplje, près de Gojinovac, Prekadin et Donja Konjuša. La route européenne E80, qui, dans ce secteur, relie Kuršumlija à Prokuplje, passe à proximité.

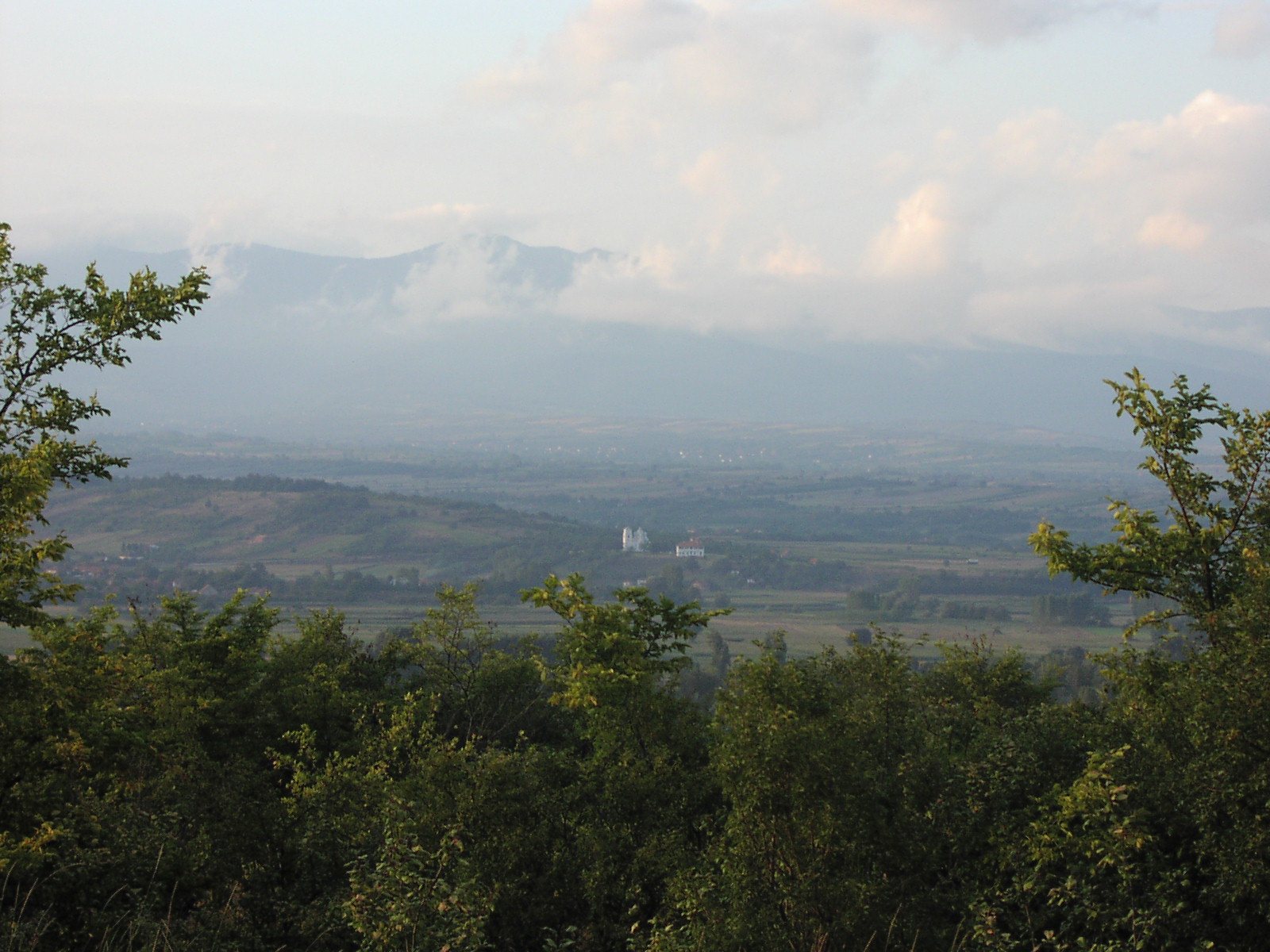
Vue panoramique de Kondželj, avec les monts Jastrebac dans les nuages

## Démographie
| 1948 | 1953 | 1961 | 1971 | 1981 | 1991 | 2002 | 2011 |
| ---- | ---- | ---- | ---- | ---- | ---- | ---- | ---- |
| 356  | 376  | 327  | 268  | 222  | 191  | 180  | 143  |

|  |

## Personnalité
Vuk Obradović (1947-2008), fondateur du parti Social-démocrate (SD) et l'un des chefs de l'Opposition démocratique de Serbie (DOS), est né à Kondželj.